# Initiative Gesundheit und Arbeit

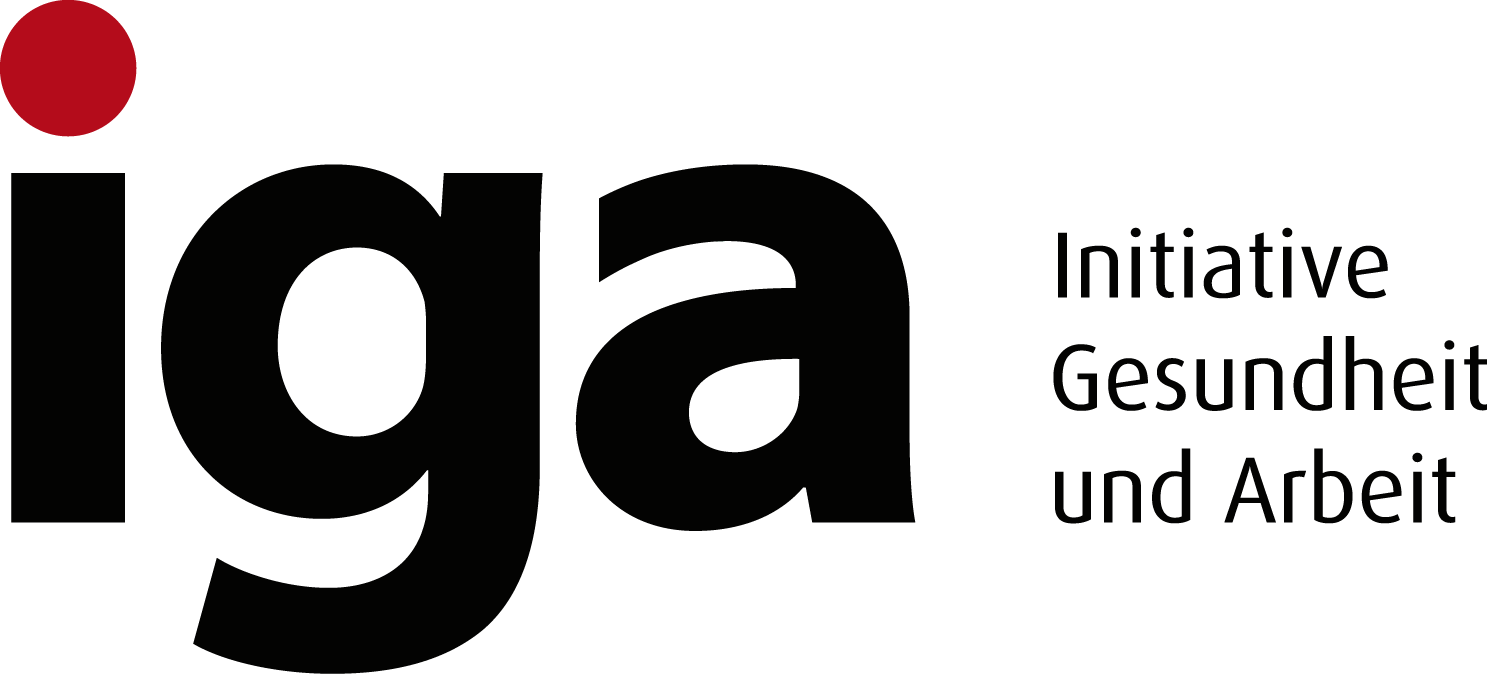
iga-Logo

In der Initiative Gesundheit und Arbeit (iga) kooperieren der BKK-Dachverband, die Deutsche Gesetzliche Unfallversicherung (DGUV), der Verband der Ersatzkassen (vdek) und die Innungskrankenkassen (IKK). Die Kooperation wurde am 21. Januar 2002 vom Bundesverband der Betriebskrankenkassen, Vorgänger des BKK Dachverbandes, und dem damaligen Hauptverband der gewerblichen Berufsgenossenschaften, heute Deutsche Gesetzliche Unfallversicherung (DGUV), begründet. Der Verband der Ersatzkassen e. V. (vdek) ist seit 2007 Kooperationspartner. Von 2005 bis 2021 war der AOK-Bundesverband an der Kooperation beteiligt. Die Innungskrankenkassen sind seit dem Beitritt des IKK e. V. im Jahr 2023 Kooperationspartner. Die Kooperationsaufgaben in iga nehmen die IKK classic und die IKK Südwest stellvertretend für den IKK e. V. wahr.
Ziel der sozialversicherungsübergreifenden Zusammenarbeit ist es, Präventionsansätze für die Arbeitswelt weiterzuentwickeln, um arbeitsbedingte Gesundheitsgefahren zu verhüten. Damit soll zum einen die Gesundheit der Beschäftigten erhalten und gefördert und zum anderen die Wettbewerbsfähigkeit der Unternehmen unterstützt werden.
Die Initiative Gesundheit und Arbeit (iga) arbeitet projektbezogen in Forschung, Beratung und Qualifizierung. In der Projektarbeit widmet sich die Initiative den drei Kernfragen:
- Wie muss Arbeit gestaltet sein, damit die Beschäftigten gesund bleiben?
- Wie kann Prävention noch wirksamer werden?
- Und wie bringt man Prävention und Gesundheitsförderung noch besser in die Unternehmen?

Grundlage der Kooperation von gesetzlicher Unfallversicherung und Krankenversicherung sind der § 20b SGB V und der § 14 SGB VII. In der Initiative Gesundheit und Arbeit (iga) setzen die Verbände die Zusammenarbeit fort, die mit dem Kooperationsprojekt Arbeit und Gesundheit (KOPAG) und dem Integrationsprogramm Arbeit und Gesundheit (IPAG) begann.